# Volumenarbeit

Wenn ein Kolben um ein Wegstück gegen einen äußeren Druck expandiert, leistet er die Volumenarbeit.

Die Volumenarbeit oder Volumenänderungsarbeit ist die an einem geschlossenen System zu leistende Arbeit {\displaystyle W}, um das Volumen des Systems vom Wert {\displaystyle V_{1}} auf eines mit dem Wert {\displaystyle V_{2}} zu verändern:
- bei der Volumenverkleinerung {\displaystyle (V_{2}<V_{1})} durch Kompression wird Kompressionsarbeit geleistet, d. h., dem System zugeführt (in der Abbildung ist dies die Arbeit, die der Kolben an dem im Zylinder enthaltenen Gas verrichtet): {\displaystyle W>0}
- bei der Volumenvergrößerung {\displaystyle (V_{2}>V_{1})} durch Expansion wird Arbeit – d. h. Energie – frei, d. h., vom System abgegeben: {\displaystyle W<0.}

Die Volumenarbeit errechnet sich zu
{\displaystyle W_{1,2}=-\int \limits _{s}F(s)\cdot \mathrm {d} s}.
Hierbei ist {\displaystyle F(s)} die Kraft, die längs eines Weges {\displaystyle s} wirkt; dieser wird in Expansionsrichtung positiv gezählt (in der Abbildung entgegen der gezeigten Kompressionskraft {\displaystyle F_{p}}).
Das Minuszeichen in der Formel ist eine Konvention; so wird erreicht, dass dem System zugeführte Arbeit wie oben beschrieben positiv ist, freiwerdende Energie dagegen ein negatives Vorzeichen erhält. Bei der dargestellten Kompression hat der zurückgelegte Weg ein negatives Vorzeichen {\displaystyle \left(\mathrm {d} s<0\right),} welches durch das zusätzliche Minuszeichen in der Formel für die Volumenarbeit kompensiert wird.

## Reibungsloser Vorgang
Die reibungsfrei und quasistatisch zugeführte Arbeit ist in dem dargestellten Zylinder mit dem Querschnitt {\displaystyle A} {\displaystyle \left(\Rightarrow \mathrm {d} s={\frac {\mathrm {d} V}{A}}\right)}
wegen {\displaystyle F=p\cdot A} (Reibungsfreiheit):
{\displaystyle \Rightarrow W_{1,2}=\int \limits _{V_{1}}^{V_{2}}\delta W=-\int \limits _{V_{1}}^{V_{2}}p\cdot \mathrm {d} V}
mit
- {\displaystyle \delta W=-pdV} das inexakte Differential der Volumenarbeit
- {\displaystyle p}: Druck
- {\displaystyle \mathrm {d} V}: Volumenänderung.

Diese Zustandsänderung verläuft im p-V-Diagramm vom Punkt 1 zum Punkt 2, bei der dargestellten Kompression also in negativer Volumenrichtung {\displaystyle \left(\mathrm {d} V<0\right);} daher hätte die Kompressionsarbeit ohne das Minuszeichen in der Formel ein negatives Vorzeichen.
Der Integralwert, der der Fläche unter dem Zustandsverlauf entspricht, lässt sich berechnen, wenn die Funktion p = f(V) bekannt ist (s. u.).

## Reibungsbehafteter Vorgang
Im realen Fall, wenn zwischen dem Kolben und dem Zylinder eine Reibungskraft wirkt, muss beim Komprimieren zusätzlich zur Volumenänderungsarbeit die Reibungsarbeit {\displaystyle W_{R}} aufgebracht werden. Diese erhöht die innere Energie des Systems und damit den Druck gegenüber dem reibungsfreien Vorgang (wenn sie nicht durch Kühlung als Wärme nach außen abgeführt wird):
{\displaystyle {p_{2}}'>p_{2}}
Im p-V-Diagramm verläuft die Zustandsänderung nun vom Punkt 1 zum Punkt 2’. Das heißt, dass auch die Volumenänderungsarbeit, die der Fläche unter dem Verlauf entspricht, größer wird, ohne dass darin die Reibungsarbeit selbst enthalten ist:
{\displaystyle \Rightarrow W_{1,2'}>W_{1,2}}
Die von außen aufzubringende Arbeit ist also die Summe aus der nunmehr größeren Volumenänderungsarbeit und der Reibungsarbeit:
{\displaystyle W_{\text{ext}}=W_{1,2'}+W_{R}}

## Berechnungsbeispiel
Angenommen sei die isotherme Expansion eines idealen Gases {\displaystyle \left(T={\text{konst.}}\right).}
Dann lässt sich durch Einsetzen der thermischen Zustandsgleichung idealer Gase:
{\displaystyle p(V)=n\cdot R\cdot T\cdot {\frac {1}{V}}}
mit
- n die Stoffmenge
- R die allgemeine Gaskonstante
- T die absolute Temperatur

das Integral für die Volumenarbeit lösen:
{\displaystyle {\begin{aligned}\Rightarrow W_{1,2}&=-n\cdot R\cdot T\cdot \ln {\frac {V_{2}}{V_{1}}}\\&={\phantom {-}}n\cdot R\cdot T\cdot \ln {\frac {V_{1}}{V_{2}}}\end{aligned}}}
Anhand dieser Gleichung sieht man, dass bei der Expansion eines idealen Gases die Volumenarbeit negativ ist, also Energie frei wird; dies folgt aus dem Logarithmus, der für Zahlen kleiner eins negativ und für Zahlen größer eins positiv ist:
{\displaystyle {\begin{aligned}V_{2}>V_{1}\\\Leftrightarrow {\frac {V_{2}}{V_{1}}}>1\\\Leftrightarrow \ln {\frac {V_{2}}{V_{1}}}>0\\\Rightarrow W_{\mathrm {1,2} }<0\end{aligned}}}
Statt n·R kann man oben auch m·Rs einsetzen:
{\displaystyle n\cdot R=m\cdot R_{\mathrm {s} }}
wobei
- m die Masse des Stoffes und
- Rs seine spezifische Gaskonstante ist.

## Offenes System
Wird die Kompression in einem offenen System mit dem Außendruck {\displaystyle p_{0}} durchgeführt, so muss an tatsächlicher Arbeit
{\displaystyle W_{1,2}=p_{0}\cdot (V_{2}-V_{1})}
aufgebracht werden, da der Außendruck mit der Fläche multipliziert ebenfalls eine Kraft ergibt. Ist der Außendruck höher als der Innendruck des zu komprimierenden Volumens, so wird dabei Energie gewonnen; ist er geringer, so muss dabei Arbeit geleistet werden.